# Caroline Winberg
Pour les articles homonymes, voir Winberg.
Caroline Winberg (née le 27 mars 1985 à Sollentuna en Suède) est un mannequin suédois.

## Biographie
Fille de Thomas et Camila, elle commence sa carrière à l'âge de 16 ans. À 17 ans, elle est impliquée dans une affaire scandaleuse avec Mick Jagger des Rolling Stones, qui l'aurait harcelée au téléphone. Le chanteur a nié toute l'histoire.
Elle a participé à des campagnes publicitaires pour Valentino, Chloé, Versace, Victoria's Secret et Neiman Marcus et a fait la couverture des éditions italienne (février 2004), russe (octobre 2003) et allemande (octobre 2004 ; août 2005), mexicaine (septembre 2006) de Vogue, de l'édition suédoise de Elle (novembre 2003 ; décembre 2004 ; mai 2005 ; mars 2006).
Elle vit à New York et fait partie d'un cercle d'amies mannequins : Marija Vujovic, Gemma Ward et Lily Cole.

## Défilés
- Prêt-à-porter : Printemps - été 2003 : Chanel, Cacharel
- Prêt-à-porter : Automne - hiver 2003 : Chanel
- Prêt-à-porter : Printemps - été 2004 : Anna Sui, Lydia Delgado, Victorio & Lucchino
- Prêt-à-porter : Automne - hiver 2004 : Imitation of Christ (IOC), Christian Lacroix, Hermès, Sonia Rykiel, Lanvin, Stella McCartney, Valentino, Chanel, Diane von Furstenberg, Anna Sui, John Galliano, Viktor & Rolf, Céline, J. Mendel, Dolce & Gabbana, Lagerfeld Gallery, Emanuel Ungaro, Dior, Versace, Michael Kors, Narciso Rodriguez, Tuleh, DSquared, Roberto Cavalli, Carolina Herrera, Pollini, Alessandro Dell'Acqua, PHI, Ralph Lauren, Behnaz Sarafpour, Oscar de la Renta, BCBG Max Azria
- Haute Couture : Automne - hiver 2004 : Elie Saab, Jean Paul Gaultier, Chanel,  Valentino
- Prêt-à-porter : Printemps - été 2005 : Alexandre Herchcovitch, Anna Sui, Atsuro Tayama, BCBG Max Azria, Baby Phat, Balenciaga, Behnaz Sarafpour, Bill Blass, Borbonese, Carolina Herrera, Chado Ralph Rucci, Chanel, Chloé, Chris Aire, Dior, Custo Barcelona, Cynthia Steffe,  Dsquared2, Dolce & Gabbana, Doo Ri, Emilio Pucci, Exte, Gianfranco Ferré, Hermès International, Hussein Chalayan, Issey Miyake, Jean Paul Gaultier, John Galliano, Lagerfeld Gallery, Louis Vuitton, Luca Luca, Marcel Marongiu, Michael Kors, Narciso Rodriguez, Nina Ricci, Oscar de la Renta, PHI, Ralph Lauren, Reem Acra, Roberto Cavalli, Roberto Menichetti, Rocco Barocco, Rosa Cha, Sonia Rykiel, Stella McCartney, Tuleh, Valentino, Versace, Viktor & Rolf, Wunderkind, Y-3, YSL Rive Gauche

## Publicités
Adidas, Ann Taylor (en), Armani Jeans, Carolina Herrera, Chloé, D&G, Emmanuel Ungaro, Emporio Armani, Episode, Escada, Filippa K., Ichthys, J. Lindeberg, Marcel Marongiu, Morgan, Rolex, Saks, Tommy Hilfiger, Valentino, Vero Moda, Verri, Versace, Vivienne Westwood pour Wolford, Victoria's Secret.